# Паннисельга
Паннисельга (карел. Panninselgü, Panniselgy) — деревня в составе Ведлозерского сельского поселения Пряжинского района Республики Карелия.

## Общие сведения
Расположена на берегу реки Пергиевоя.

## История
10 мая 1934 года постановлением Карельского ЦИК в деревне была закрыта часовня.

## Население
| 2002 | 2010 | 2013 |
| ---- | ---- | ---- |
| 0    | →0   | ↗2   |